# Thomas M. Eaton

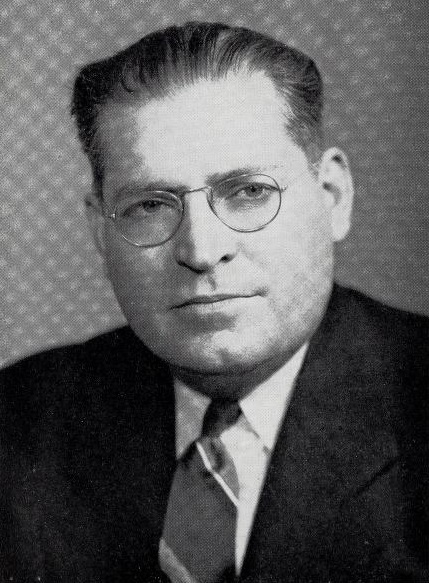
Thomas M. Eaton

Thomas Marion Eaton (* 3. August 1896 in Edwardsville, Illinois; † 16. September 1939 in Long Beach, Kalifornien) war ein US-amerikanischer Politiker. Im Jahr 1939 vertrat er den Bundesstaat Kalifornien im US-Repräsentantenhaus.

## Werdegang
Thomas Eaton besuchte die öffentlichen Schulen seiner Heimat und studierte danach bis 1917 an der State Normal School, der späteren Illinois State University. In den Jahren 1917 und 1918 diente er während des Ersten Weltkrieges in der US Navy. 1921 zog Eaton nach Long Beach in Kalifornien, wo er im Autohandel arbeitete. Gleichzeitig schlug er als Mitglied der Republikanischen Partei eine politische Laufbahn ein. Zwischen 1934 und 1938 saß er im Stadtrat von Long Beach; für einige Zeit amtierte er dort auch als Bürgermeister.
Bei den Kongresswahlen des Jahres 1938 wurde Eaton im 18. Wahlbezirk von Kalifornien in das US-Repräsentantenhaus in Washington, D.C. gewählt, wo er am 3. Januar 1939 die Nachfolge von Byron N. Scott antrat. Er konnte sein Mandat im Kongress aber nur bis zu seinem Tod am 16. September desselben Jahres ausüben. Sein Mandat blieb dann bis zum 3. Januar 1941 vakant.